# Unín (Repubblica Ceca)
Unín (in tedesco Hunin) è un comune della Repubblica Ceca facente parte del distretto di Brno-venkov, in Moravia Meridionale.